# Рициново масло
Рициновото масло е растително масло, извлечено от рицинови семена. То е безцветно до много бледожълто и има отличителен вкус и мирис. Точката му на кипене е 313 °C, а плътността му е 961 kg/m3. Представлява триглицерид, при който около 90% от веригите на мастните киселини са рицинолеати. Олеиновата киселина и линолеиновата киселина са други значителни съставки.
Рициновото масло и дериватите му се използват в производството на сапуни, смазващи вещества, хидравлични и спирачни течности, бои, багрила, покрития, мастила, студоустойчиви пластмаси, восъци, найлон, фармацевтични продукти и парфюми.

## Състав
Рициновото масло е известен източник на рицинолова киселина. Тя е особено с това, че има хидроксилна функционална група при 12-ия въглероден атом. Тази функционална група кара рициновото масло да е по-полярно от повечето мазнини. Химичната реактивност на алкохолната група също прави възможна химичната дериватизация, което не е възможно при повечето от останалите масла от семена. Поради съдържанието си на рицинолова киселина, рициновото масло е ценен химикал и има по-висока цена от останалите масла от семена.
| Среден състав на масло от рициново семе | Среден състав на масло от рициново семе |
| --------------------------------------- | --------------------------------------- |
| Киселина                                | Среден процент                          |
| Рицинолова киселина                     | 85 – 95                                 |
| Олеинова киселина                       | 2 – 6                                   |
| Линолеинова киселина                    | 1 – 5                                   |
| α-Линолеинова киселина                  | 0,5 – 1                                 |
| Стеаринова киселина                     | 0,5 – 1                                 |
| Палмитинова киселина                    | 0,5 – 1                                 |
| Дихидроксистеаринова киселина           | 0,3 – 0,5                               |
| Други                                   | 0,2– 0,5                                |

## Приложение
Годишно се произвеждат около 270 – 360 хиляди тона рициново масло за различни приложения.
В хранителната промишленост, рициново масло се използва като добавка, ароматизант, емулгатор (полиглицерол полирицинолеат) или против мухъл. В Индия, Пакистан и Непал зърното се консервира чрез прилагане на рициново масло. То предотвратява развалянето на ориза, пшеницата и бобовите растения.
Употребата на рициново масло като разхлабително е засвидетелствана около 1550 г. пр.н.е., като това му приложение датира от поне няколко века преди това.
Рициново масло се използва и в козметични продукти и в балсами за коса, като се предполага, че има противопърхотни свойства.
В полиуретановата промишленост, рициновото масло се използва като биологичен полиол. Средната функционалност (броят хидроксилни групи на триглицеридна молекула) на рициновото масло е 2,7, поради което то се използва широко като устойчив полиол и в покрития.
Също така, маслото може да се разложи на други химични съединения, които имат многобройни приложения. Трансестерификацията, последвана от крекинг под пара, дава ундециленова киселина, която е прекурсор на специалния полимер найлон 11 и на хептанал, съставка в аромати.
Тъй като има относително висока диелектрична константа (4,7), високо рафинираното и изсушеното рициново масло понякога се използва като течен диелектрик във високоволтови кондензатори с висока производителност.
По принцип растителните масла са непривлекателни алтернативи на петролните смазващи вещества поради слабата си окислителна стабилност. Рициновото масло има по-добри вискозни свойства при ниска температура и по-добри смазващи свойства при висока температура от повечето растителни масла, което го прави подходящ лубрикант при реактивни, дизелови и състезателни двигатели. Вискозитетът на рициновото масло при 10 °C е 2420 Pa·s. Въпреки това, рициновото масло е склонно да образува венци за кратко време и затова неговата употреба е ограничена до двигатели, които редовно се преустройват (например състезателни двигатели). Компанията за смазващи масла Castrol е кръстена в чест на рициновото масло (на английски: castor oil).
Рициновото масло може да се използва като суровина при производството на биодизел.
В миналото слабителното свойство на рициновото масло се е използвало и като наказание. Най-известният пример е от фашистка Италия под управлението на Бенито Мусолини. Маслото се оказва любим инструмент на Черните ризи за сплашване и унижаване на враговете си. Политическите дисиденти са насилвани да поглъщат големи количества рициново масло от фашистките отряди. Жертвите на наказанието понякога умират вследствие дехидратиращото въздействие на диарията, породена от маслото. Вдъхновени от италианските фашисти, нацистките отряди на Щурмабтайлунг използват метода срещу германските евреи скоро след назначаването на Адолф Хитлер за канцлер на Германия през 1933 г.

## Безопасност
В документ с често задавани въпроси на Международната асоциация за рициново масло се посочва, че рициновите зърна съдържат алергизиращо съединение, наречено CB1A. Това химично вещество се описва като практически нетоксично, но може да засегне хора със свръхчувствителност. Алергенът може да бъде неутрализиран чрез третиране с различни алкални вещества. Алергенът не се съдържа в самото рициново масло.
Семената на рициновото масло съдържат рицин - токсичен лектин. Нагряването по време на процеса на извличане на маслото денатурира и деактивира лектина. Въпреки това събирането на реколтата от рициново семе може да бъде рисковано.